# جاش کالفث
جاش کالفث (انگلیسی: Josh Culbreath; ۱۴ سپتامبر ۱۹۳۲ – ۱ ژوئیهٔ ۲۰۲۱) دونده دو با مانع اهل ایالات متحده آمریکا بود.
وی در مسابقات کشوری و بین‌المللی در مجموع برندهٔ ۲ مدال طلا، ۱ مدال برنز شده‌است.